# Liste der Stolpersteine in Illingen (Saar)

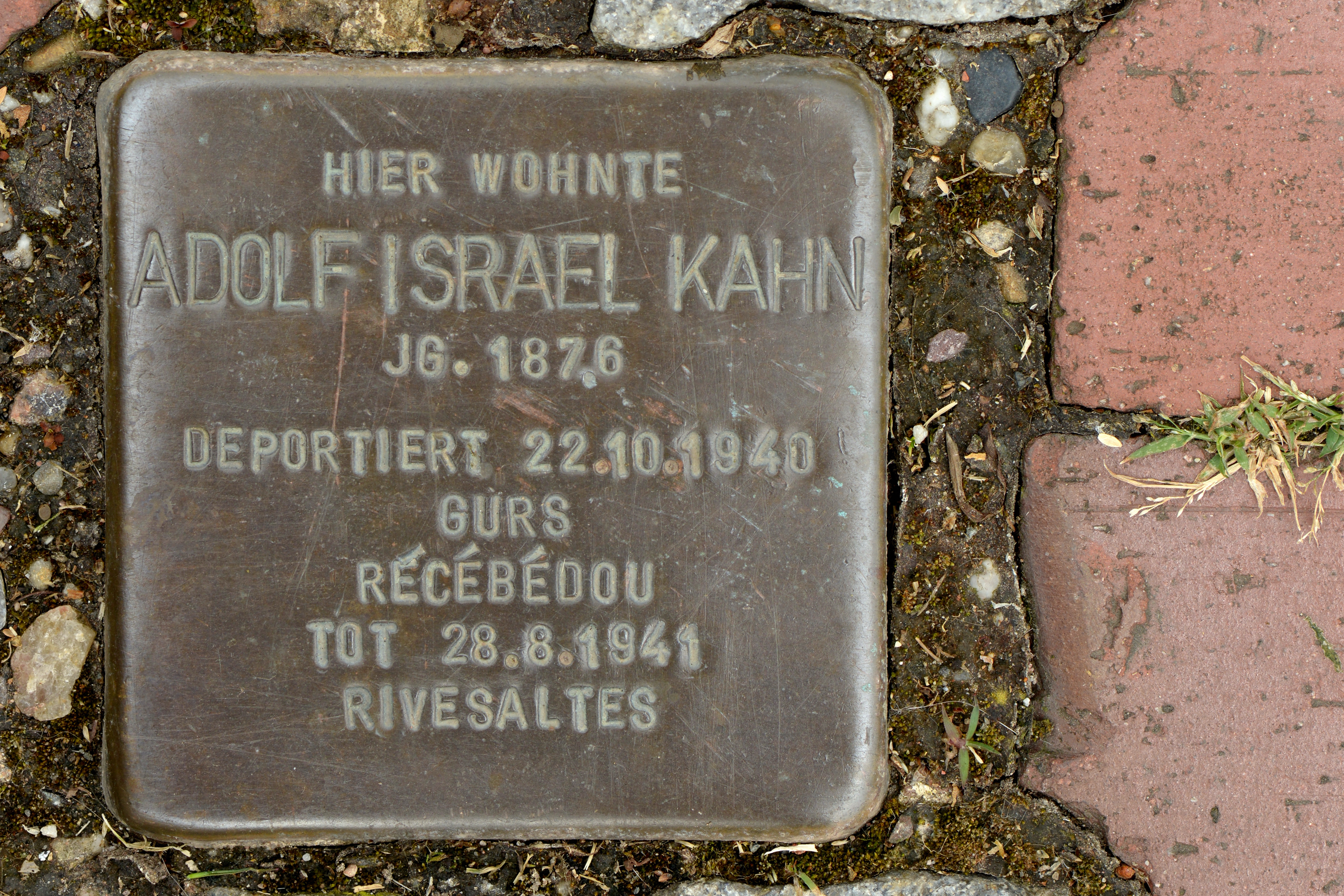
Stolperstein von Adolf Israel Kahn in Illingen

Diese Liste der Stolpersteine in Illingen enthält die Stolpersteine, die im Rahmen des gleichnamigen Kunstprojekts von Gunter Demnig in Illingen verlegt wurden. Mit ihnen soll der Opfer des Nationalsozialismus gedacht werden, die in Illingen lebten und wirkten. Die Betonquader mit einer Größe von Breite 96 mm × Tiefe 96 cm × Höhe 100 mm mit Messingtafel sind in den Bürgersteig vor jenen Häusern eingelassen, in denen die Opfer einmal wohnten. Die Inschrift der Tafel gibt Auskunft über ihren Namen, ihr Alter und ihr Schicksal. Die Stolpersteine sollen dem Vergessen der Opfer der nationalsozialistischen Gewaltherrschaft entgegenwirken. In Illingen fand am 19. November 2007 die erste Verlegung von Stolpersteinen im Saarland statt. Die Initiative ging von zwei Schülern aus.  Der Stolperstein von Rosa Herzog wurde am 9. März 2010, die Stolpersteine der Familie Michel am 23. Februar 2014 verlegt. Eine weitere Verlegung von 19 Stolpersteinen fand am 15. April 2019 statt. Einen Tag zuvor hielt Gunter Demnig im Illinger Rathaus einen Vortrag über sein Stolperstein-Projekt. In Illingen sind aktuell die nachfolgenden 32 Stolpersteine verlegt:
| Bild | Name                | Standort                           |  | Verlegedatum                 | Leben |
| ---- | ------------------- | ---------------------------------- |  | ---------------------------- | --- |
|      | Albert Herzog       | Judengasse 1                       |  | 19. Nov. 2007 / 9. März 2010 | Albert Herzog (geb. 1885 in Gemmingen) und seine Ehefrau Rosa Herzog (geborene Gottlieb) wohnten in Illingen. Albert Herzog war Malermeister, Rosa Herzog Hausfrau. Albert Herzog wurde im Ersten Weltkrieg mit dem Eisernen Kreuz, 1. und 2. Klasse ausgezeichnet. Er wurde nach der Reichspogromnacht ins KZ Dachau verschleppt, kehrte aber nach Illingen zurück. Im Rahmen der Wagner-Bürckel-Aktion wurde das Ehepaar deportiert und über das Internierungslager Gurs, Camp de Rivesaltes und das Sammellager Drancy kamen beide nach Auschwitz, wo sie 1942 ermordet wurden. |
|      | Rosa Herzog         | Judengasse 1                       |  | 19. Nov. 2007 / 9. März 2010 | Albert Herzog (geb. 1885 in Gemmingen) und seine Ehefrau Rosa Herzog (geborene Gottlieb) wohnten in Illingen. Albert Herzog war Malermeister, Rosa Herzog Hausfrau. Albert Herzog wurde im Ersten Weltkrieg mit dem Eisernen Kreuz, 1. und 2. Klasse ausgezeichnet. Er wurde nach der Reichspogromnacht ins KZ Dachau verschleppt, kehrte aber nach Illingen zurück. Im Rahmen der Wagner-Bürckel-Aktion wurde das Ehepaar deportiert und über das Internierungslager Gurs, Camp de Rivesaltes und das Sammellager Drancy kamen beide nach Auschwitz, wo sie 1942 ermordet wurden. |
|      | Adolf Israel Kahn   | bei Hauptstraße 16                 |  | 19. Nov. 2007                | geboren 1876 in Kuppenheim; gestorben am 28. August 1941 im Camp de Rivesaltes Adolf Kahn war der letzte Vorsitzende der Synagogengemeinde Illingen. Er wurde während der Reichspogromnacht nach Dachau deportiert, durfte aber wieder zurückkehren. Im Rahmen der Wagner-Bürckel-Aktion wurde er erneut verhaftet und kam über das Internierungslager Gurs ins Camp de Rivesaltes. Am 28. August 1941 wurde er für tot erklärt. |
|      | Lina Levy           | Hauptstraße 17                     |  | 19. Nov. 2007                | Moritz (geboren 1880) und Lina Levy (geboren 1880, Geburtsname Mayer) wurden zusammen mit ihrer Tochter Olga (geboren 1910) am 22. Oktober 1940 im Rahmen der Wagner-Bürckel-Aktion festgenommen und deportiert. Beide Eltern überlebten die Zwangsarbeit in den Lagern Douadic und Château du Roc in Frankreich. Olga Levy wurde 1942 im KZ Auschwitz ermordet. |
|      | Moritz Levy         | Hauptstraße 17                     |  | 19. Nov. 2007                | Moritz (geboren 1880) und Lina Levy (geboren 1880, Geburtsname Mayer) wurden zusammen mit ihrer Tochter Olga (geboren 1910) am 22. Oktober 1940 im Rahmen der Wagner-Bürckel-Aktion festgenommen und deportiert. Beide Eltern überlebten die Zwangsarbeit in den Lagern Douadic und Château du Roc in Frankreich. Olga Levy wurde 1942 im KZ Auschwitz ermordet. |
|      | Olga Levy           | Hauptstraße 17                     |  | 19. Nov. 2007                | Moritz (geboren 1880) und Lina Levy (geboren 1880, Geburtsname Mayer) wurden zusammen mit ihrer Tochter Olga (geboren 1910) am 22. Oktober 1940 im Rahmen der Wagner-Bürckel-Aktion festgenommen und deportiert. Beide Eltern überlebten die Zwangsarbeit in den Lagern Douadic und Château du Roc in Frankreich. Olga Levy wurde 1942 im KZ Auschwitz ermordet. |
|      | Isidor Michel       | Hauptstraße 80                     |  | 23. Feb. 2014                | Familie Michel |
|      | Martha Michel       | Hauptstraße 80                     |  | 23. Feb. 2014                | Familie Michel |
|      | Gerda Michel        | Hauptstraße 80                     |  | 23. Feb. 2014                | Familie Michel |
|      | Erich Michel        | Hauptstraße 80                     |  | 23. Feb. 2014                | Familie Michel |
|      | Max Michel          | Hauptstraße 80                     |  | 23. Feb. 2014                | Familie Michel |
|      | Liesel Michel       | Hauptstraße 80                     |  | 23. Feb. 2014                | Familie Michel |
|      | Gottfried Michel    | Hauptstraße 80                     |  | 23. Feb. 2014                | Familie Michel |
|      | Ludwig Lazar        | bei Hauptstraße 51                 |  | 15. Apr. 2019                | Ludwig Lazar und seine Frau Bertha, geborene Salmon lebten mit ihren drei Kindern Ruth, Günther und Kurt in Illingen. Anfang 1936 musste die Familie Illingen verlassen und fand Zuflucht in Nyons/Frankreich. Dort wurde 1939 auch das vierte Kind Fancine geboren. Werner Strauss, ein Neffe von Ludwig Lazar, wurde von seinen Eltern aufgrund der bedrohlichen Lage in Deutschland ebenfalls nach Nyons geschickt. Bertha Lazar wurde zusammen mit ihren vier Kindern und Werner Strauss als Juden denunziert und von der Gestapo in der Nacht vom 20. zum 21. Januar 1944 verhaftet. Vom Gefängnis Montluc in Lyon wurde die Gruppe am 28. Januar 1944 nach Drancy bei Paris gebracht. Am 3. Februar 1944 wurden alle mit dem Konvoi Nr. 67 nach Polen in das Vernichtungslager Auschwitz deportiert und wurden wahrscheinlich am 8. Februar 1944 ermordet. Am 23. Juni 1944 wurden sie als „Verstorben“ gemeldet. Ludwig Lazar entzog sich der Verhaftung durch die Gestapo. In der Annahme, die Gestapo suche nur nach ihm, versteckte er sich im Kleiderschrank und überlebte zunächst. In der Hoffnung seine Familie nochmals zu finden, gab er nach dem Krieg eine Suchanzeige auf. Nachdem Ludwig Lazar am 12. September 1963 vom Schicksal seiner Familie und seines Neffen erfuhr, beging er Selbstmord, indem er sich mit Kochgas vergiftete. |
|      | Berta Lazar         | bei Hauptstraße 51                 |  | 15. Apr. 2019                | Ludwig Lazar und seine Frau Bertha, geborene Salmon lebten mit ihren drei Kindern Ruth, Günther und Kurt in Illingen. Anfang 1936 musste die Familie Illingen verlassen und fand Zuflucht in Nyons/Frankreich. Dort wurde 1939 auch das vierte Kind Fancine geboren. Werner Strauss, ein Neffe von Ludwig Lazar, wurde von seinen Eltern aufgrund der bedrohlichen Lage in Deutschland ebenfalls nach Nyons geschickt. Bertha Lazar wurde zusammen mit ihren vier Kindern und Werner Strauss als Juden denunziert und von der Gestapo in der Nacht vom 20. zum 21. Januar 1944 verhaftet. Vom Gefängnis Montluc in Lyon wurde die Gruppe am 28. Januar 1944 nach Drancy bei Paris gebracht. Am 3. Februar 1944 wurden alle mit dem Konvoi Nr. 67 nach Polen in das Vernichtungslager Auschwitz deportiert und wurden wahrscheinlich am 8. Februar 1944 ermordet. Am 23. Juni 1944 wurden sie als „Verstorben“ gemeldet. Ludwig Lazar entzog sich der Verhaftung durch die Gestapo. In der Annahme, die Gestapo suche nur nach ihm, versteckte er sich im Kleiderschrank und überlebte zunächst. In der Hoffnung seine Familie nochmals zu finden, gab er nach dem Krieg eine Suchanzeige auf. Nachdem Ludwig Lazar am 12. September 1963 vom Schicksal seiner Familie und seines Neffen erfuhr, beging er Selbstmord, indem er sich mit Kochgas vergiftete. |
|      | Ruth Lazar          | bei Hauptstraße 51                 |  | 15. Apr. 2019                | Ludwig Lazar und seine Frau Bertha, geborene Salmon lebten mit ihren drei Kindern Ruth, Günther und Kurt in Illingen. Anfang 1936 musste die Familie Illingen verlassen und fand Zuflucht in Nyons/Frankreich. Dort wurde 1939 auch das vierte Kind Fancine geboren. Werner Strauss, ein Neffe von Ludwig Lazar, wurde von seinen Eltern aufgrund der bedrohlichen Lage in Deutschland ebenfalls nach Nyons geschickt. Bertha Lazar wurde zusammen mit ihren vier Kindern und Werner Strauss als Juden denunziert und von der Gestapo in der Nacht vom 20. zum 21. Januar 1944 verhaftet. Vom Gefängnis Montluc in Lyon wurde die Gruppe am 28. Januar 1944 nach Drancy bei Paris gebracht. Am 3. Februar 1944 wurden alle mit dem Konvoi Nr. 67 nach Polen in das Vernichtungslager Auschwitz deportiert und wurden wahrscheinlich am 8. Februar 1944 ermordet. Am 23. Juni 1944 wurden sie als „Verstorben“ gemeldet. Ludwig Lazar entzog sich der Verhaftung durch die Gestapo. In der Annahme, die Gestapo suche nur nach ihm, versteckte er sich im Kleiderschrank und überlebte zunächst. In der Hoffnung seine Familie nochmals zu finden, gab er nach dem Krieg eine Suchanzeige auf. Nachdem Ludwig Lazar am 12. September 1963 vom Schicksal seiner Familie und seines Neffen erfuhr, beging er Selbstmord, indem er sich mit Kochgas vergiftete. |
|      | Günther Lazar       | bei Hauptstraße 51                 |  | 15. Apr. 2019                | Ludwig Lazar und seine Frau Bertha, geborene Salmon lebten mit ihren drei Kindern Ruth, Günther und Kurt in Illingen. Anfang 1936 musste die Familie Illingen verlassen und fand Zuflucht in Nyons/Frankreich. Dort wurde 1939 auch das vierte Kind Fancine geboren. Werner Strauss, ein Neffe von Ludwig Lazar, wurde von seinen Eltern aufgrund der bedrohlichen Lage in Deutschland ebenfalls nach Nyons geschickt. Bertha Lazar wurde zusammen mit ihren vier Kindern und Werner Strauss als Juden denunziert und von der Gestapo in der Nacht vom 20. zum 21. Januar 1944 verhaftet. Vom Gefängnis Montluc in Lyon wurde die Gruppe am 28. Januar 1944 nach Drancy bei Paris gebracht. Am 3. Februar 1944 wurden alle mit dem Konvoi Nr. 67 nach Polen in das Vernichtungslager Auschwitz deportiert und wurden wahrscheinlich am 8. Februar 1944 ermordet. Am 23. Juni 1944 wurden sie als „Verstorben“ gemeldet. Ludwig Lazar entzog sich der Verhaftung durch die Gestapo. In der Annahme, die Gestapo suche nur nach ihm, versteckte er sich im Kleiderschrank und überlebte zunächst. In der Hoffnung seine Familie nochmals zu finden, gab er nach dem Krieg eine Suchanzeige auf. Nachdem Ludwig Lazar am 12. September 1963 vom Schicksal seiner Familie und seines Neffen erfuhr, beging er Selbstmord, indem er sich mit Kochgas vergiftete. |
|      | Kurt Lazar          | bei Hauptstraße 51                 |  | 15. Apr. 2019                | Ludwig Lazar und seine Frau Bertha, geborene Salmon lebten mit ihren drei Kindern Ruth, Günther und Kurt in Illingen. Anfang 1936 musste die Familie Illingen verlassen und fand Zuflucht in Nyons/Frankreich. Dort wurde 1939 auch das vierte Kind Fancine geboren. Werner Strauss, ein Neffe von Ludwig Lazar, wurde von seinen Eltern aufgrund der bedrohlichen Lage in Deutschland ebenfalls nach Nyons geschickt. Bertha Lazar wurde zusammen mit ihren vier Kindern und Werner Strauss als Juden denunziert und von der Gestapo in der Nacht vom 20. zum 21. Januar 1944 verhaftet. Vom Gefängnis Montluc in Lyon wurde die Gruppe am 28. Januar 1944 nach Drancy bei Paris gebracht. Am 3. Februar 1944 wurden alle mit dem Konvoi Nr. 67 nach Polen in das Vernichtungslager Auschwitz deportiert und wurden wahrscheinlich am 8. Februar 1944 ermordet. Am 23. Juni 1944 wurden sie als „Verstorben“ gemeldet. Ludwig Lazar entzog sich der Verhaftung durch die Gestapo. In der Annahme, die Gestapo suche nur nach ihm, versteckte er sich im Kleiderschrank und überlebte zunächst. In der Hoffnung seine Familie nochmals zu finden, gab er nach dem Krieg eine Suchanzeige auf. Nachdem Ludwig Lazar am 12. September 1963 vom Schicksal seiner Familie und seines Neffen erfuhr, beging er Selbstmord, indem er sich mit Kochgas vergiftete. |
|      | Francine Lazar      | bei Hauptstraße 51                 |  | 15. Apr. 2019                | Ludwig Lazar und seine Frau Bertha, geborene Salmon lebten mit ihren drei Kindern Ruth, Günther und Kurt in Illingen. Anfang 1936 musste die Familie Illingen verlassen und fand Zuflucht in Nyons/Frankreich. Dort wurde 1939 auch das vierte Kind Fancine geboren. Werner Strauss, ein Neffe von Ludwig Lazar, wurde von seinen Eltern aufgrund der bedrohlichen Lage in Deutschland ebenfalls nach Nyons geschickt. Bertha Lazar wurde zusammen mit ihren vier Kindern und Werner Strauss als Juden denunziert und von der Gestapo in der Nacht vom 20. zum 21. Januar 1944 verhaftet. Vom Gefängnis Montluc in Lyon wurde die Gruppe am 28. Januar 1944 nach Drancy bei Paris gebracht. Am 3. Februar 1944 wurden alle mit dem Konvoi Nr. 67 nach Polen in das Vernichtungslager Auschwitz deportiert und wurden wahrscheinlich am 8. Februar 1944 ermordet. Am 23. Juni 1944 wurden sie als „Verstorben“ gemeldet. Ludwig Lazar entzog sich der Verhaftung durch die Gestapo. In der Annahme, die Gestapo suche nur nach ihm, versteckte er sich im Kleiderschrank und überlebte zunächst. In der Hoffnung seine Familie nochmals zu finden, gab er nach dem Krieg eine Suchanzeige auf. Nachdem Ludwig Lazar am 12. September 1963 vom Schicksal seiner Familie und seines Neffen erfuhr, beging er Selbstmord, indem er sich mit Kochgas vergiftete. |
|      | Werner Strauss      | bei Hauptstraße 51                 |  | 15. Apr. 2019                | Ludwig Lazar und seine Frau Bertha, geborene Salmon lebten mit ihren drei Kindern Ruth, Günther und Kurt in Illingen. Anfang 1936 musste die Familie Illingen verlassen und fand Zuflucht in Nyons/Frankreich. Dort wurde 1939 auch das vierte Kind Fancine geboren. Werner Strauss, ein Neffe von Ludwig Lazar, wurde von seinen Eltern aufgrund der bedrohlichen Lage in Deutschland ebenfalls nach Nyons geschickt. Bertha Lazar wurde zusammen mit ihren vier Kindern und Werner Strauss als Juden denunziert und von der Gestapo in der Nacht vom 20. zum 21. Januar 1944 verhaftet. Vom Gefängnis Montluc in Lyon wurde die Gruppe am 28. Januar 1944 nach Drancy bei Paris gebracht. Am 3. Februar 1944 wurden alle mit dem Konvoi Nr. 67 nach Polen in das Vernichtungslager Auschwitz deportiert und wurden wahrscheinlich am 8. Februar 1944 ermordet. Am 23. Juni 1944 wurden sie als „Verstorben“ gemeldet. Ludwig Lazar entzog sich der Verhaftung durch die Gestapo. In der Annahme, die Gestapo suche nur nach ihm, versteckte er sich im Kleiderschrank und überlebte zunächst. In der Hoffnung seine Familie nochmals zu finden, gab er nach dem Krieg eine Suchanzeige auf. Nachdem Ludwig Lazar am 12. September 1963 vom Schicksal seiner Familie und seines Neffen erfuhr, beging er Selbstmord, indem er sich mit Kochgas vergiftete. |
|      | Simon Levy          | Hauptstraße / Ecke Eisenbahnstraße |  | 15. Apr. 2019                | Simon Levy und Bella Levy, geborene Lazar und deren Kinder Elsbeth, Marga, Richard, Herbert und Lotte verlassen 1936 Illingen und ziehen nach Luxemburg. Nach einem Jahr erfolgt die Ausweisung nach Frankreich, wo man in Nyons Zuflucht findet. Nach der Kapitulation Frankreichs wurden die Mitglieder der Familie immer wieder in französischen Internierungslager inhaftiert. In der Folge trennte sich die Familie und tauchte unter falschen Namen unter. Durch Hilfe mutiger Bürger, die später mit dem Ehrentitel Gerechter unter den Völkern ausgezeichnet wurden, konnte die Familie der Deportation entkommen. Zu den Rettern gehören die Kongregation der kleinen Schwestern der Armen, die Familie Gardere und der Priester Exbrayat. |
|      | Bella Levy          | Hauptstraße / Ecke Eisenbahnstraße |  | 15. Apr. 2019                | Simon Levy und Bella Levy, geborene Lazar und deren Kinder Elsbeth, Marga, Richard, Herbert und Lotte verlassen 1936 Illingen und ziehen nach Luxemburg. Nach einem Jahr erfolgt die Ausweisung nach Frankreich, wo man in Nyons Zuflucht findet. Nach der Kapitulation Frankreichs wurden die Mitglieder der Familie immer wieder in französischen Internierungslager inhaftiert. In der Folge trennte sich die Familie und tauchte unter falschen Namen unter. Durch Hilfe mutiger Bürger, die später mit dem Ehrentitel Gerechter unter den Völkern ausgezeichnet wurden, konnte die Familie der Deportation entkommen. Zu den Rettern gehören die Kongregation der kleinen Schwestern der Armen, die Familie Gardere und der Priester Exbrayat. |
|      | Elsbeth Levy        | Hauptstraße / Ecke Eisenbahnstraße |  | 15. Apr. 2019                | Simon Levy und Bella Levy, geborene Lazar und deren Kinder Elsbeth, Marga, Richard, Herbert und Lotte verlassen 1936 Illingen und ziehen nach Luxemburg. Nach einem Jahr erfolgt die Ausweisung nach Frankreich, wo man in Nyons Zuflucht findet. Nach der Kapitulation Frankreichs wurden die Mitglieder der Familie immer wieder in französischen Internierungslager inhaftiert. In der Folge trennte sich die Familie und tauchte unter falschen Namen unter. Durch Hilfe mutiger Bürger, die später mit dem Ehrentitel Gerechter unter den Völkern ausgezeichnet wurden, konnte die Familie der Deportation entkommen. Zu den Rettern gehören die Kongregation der kleinen Schwestern der Armen, die Familie Gardere und der Priester Exbrayat. |
|      | Marga Levy          | Hauptstraße / Ecke Eisenbahnstraße |  | 15. Apr. 2019                | Simon Levy und Bella Levy, geborene Lazar und deren Kinder Elsbeth, Marga, Richard, Herbert und Lotte verlassen 1936 Illingen und ziehen nach Luxemburg. Nach einem Jahr erfolgt die Ausweisung nach Frankreich, wo man in Nyons Zuflucht findet. Nach der Kapitulation Frankreichs wurden die Mitglieder der Familie immer wieder in französischen Internierungslager inhaftiert. In der Folge trennte sich die Familie und tauchte unter falschen Namen unter. Durch Hilfe mutiger Bürger, die später mit dem Ehrentitel Gerechter unter den Völkern ausgezeichnet wurden, konnte die Familie der Deportation entkommen. Zu den Rettern gehören die Kongregation der kleinen Schwestern der Armen, die Familie Gardere und der Priester Exbrayat. |
|      | Richard Levy        | Hauptstraße / Ecke Eisenbahnstraße |  | 15. Apr. 2019                | Simon Levy und Bella Levy, geborene Lazar und deren Kinder Elsbeth, Marga, Richard, Herbert und Lotte verlassen 1936 Illingen und ziehen nach Luxemburg. Nach einem Jahr erfolgt die Ausweisung nach Frankreich, wo man in Nyons Zuflucht findet. Nach der Kapitulation Frankreichs wurden die Mitglieder der Familie immer wieder in französischen Internierungslager inhaftiert. In der Folge trennte sich die Familie und tauchte unter falschen Namen unter. Durch Hilfe mutiger Bürger, die später mit dem Ehrentitel Gerechter unter den Völkern ausgezeichnet wurden, konnte die Familie der Deportation entkommen. Zu den Rettern gehören die Kongregation der kleinen Schwestern der Armen, die Familie Gardere und der Priester Exbrayat. |
|      | Herbert Moritz Levy | Hauptstraße / Ecke Eisenbahnstraße |  | 15. Apr. 2019                | Simon Levy und Bella Levy, geborene Lazar und deren Kinder Elsbeth, Marga, Richard, Herbert und Lotte verlassen 1936 Illingen und ziehen nach Luxemburg. Nach einem Jahr erfolgt die Ausweisung nach Frankreich, wo man in Nyons Zuflucht findet. Nach der Kapitulation Frankreichs wurden die Mitglieder der Familie immer wieder in französischen Internierungslager inhaftiert. In der Folge trennte sich die Familie und tauchte unter falschen Namen unter. Durch Hilfe mutiger Bürger, die später mit dem Ehrentitel Gerechter unter den Völkern ausgezeichnet wurden, konnte die Familie der Deportation entkommen. Zu den Rettern gehören die Kongregation der kleinen Schwestern der Armen, die Familie Gardere und der Priester Exbrayat. |
|      | Lotte Levy          | Hauptstraße / Ecke Eisenbahnstraße |  | 15. Apr. 2019                | Simon Levy und Bella Levy, geborene Lazar und deren Kinder Elsbeth, Marga, Richard, Herbert und Lotte verlassen 1936 Illingen und ziehen nach Luxemburg. Nach einem Jahr erfolgt die Ausweisung nach Frankreich, wo man in Nyons Zuflucht findet. Nach der Kapitulation Frankreichs wurden die Mitglieder der Familie immer wieder in französischen Internierungslager inhaftiert. In der Folge trennte sich die Familie und tauchte unter falschen Namen unter. Durch Hilfe mutiger Bürger, die später mit dem Ehrentitel Gerechter unter den Völkern ausgezeichnet wurden, konnte die Familie der Deportation entkommen. Zu den Rettern gehören die Kongregation der kleinen Schwestern der Armen, die Familie Gardere und der Priester Exbrayat. |
|      | Regina Levy         | Judengasse 1                       |  | 15. Apr. 2019                | Familie Levy |
|      | Leo Levy            | Judengasse 1                       |  | 15. Apr. 2019                | Familie Levy |
|      | Kurt Levy           | Judengasse 1                       |  | 15. Apr. 2019                | Familie Levy |
|      | Alice Levy          | Judengasse 1                       |  | 15. Apr. 2019                | Familie Levy |
|      | Claudette Levy      | Judengasse 1                       |  | 15. Apr. 2019                | Familie Levy |